# Parque Nacional de Zion
Zion National Park (Parque Nacional de Sião) é um parque nacional localizado no sudoeste dos Estados Unidos, perto de Springdale, no Utah. Em julho de 2019 completou seu centenário.
O parque recebeu este nome porque os primeiros colonos do Utah (que eram membros de A Igreja de Jesus Cristo dos Santos dos Últimos Dias) acharam que tinham finalmente descoberto a Terra Prometida quando chegaram a este vale. Tem uma área total de 593 km², sendo que o seu principal componente é o Cânion de Sião com 24 km de extensão e 800 metros de altura. Localizado na confluência do Planalto do Colorado, da Grande Bacia do Nevada, e do Deserto de Mojave, tem uma geografia única e uma variedade de ecossistemas que proporcionam a existência invulgar de plantas e animais muito diversos. Um total de 289 espécies de pássaros, 75 mamíferos (incluindo 19 espécies de morcegos), 32 répteis e várias espécies de plantas habitam as quatro zonas de vivência do park: deserto, zona ripária, bosque, e floresta temperada de coníferas.

## Galeria

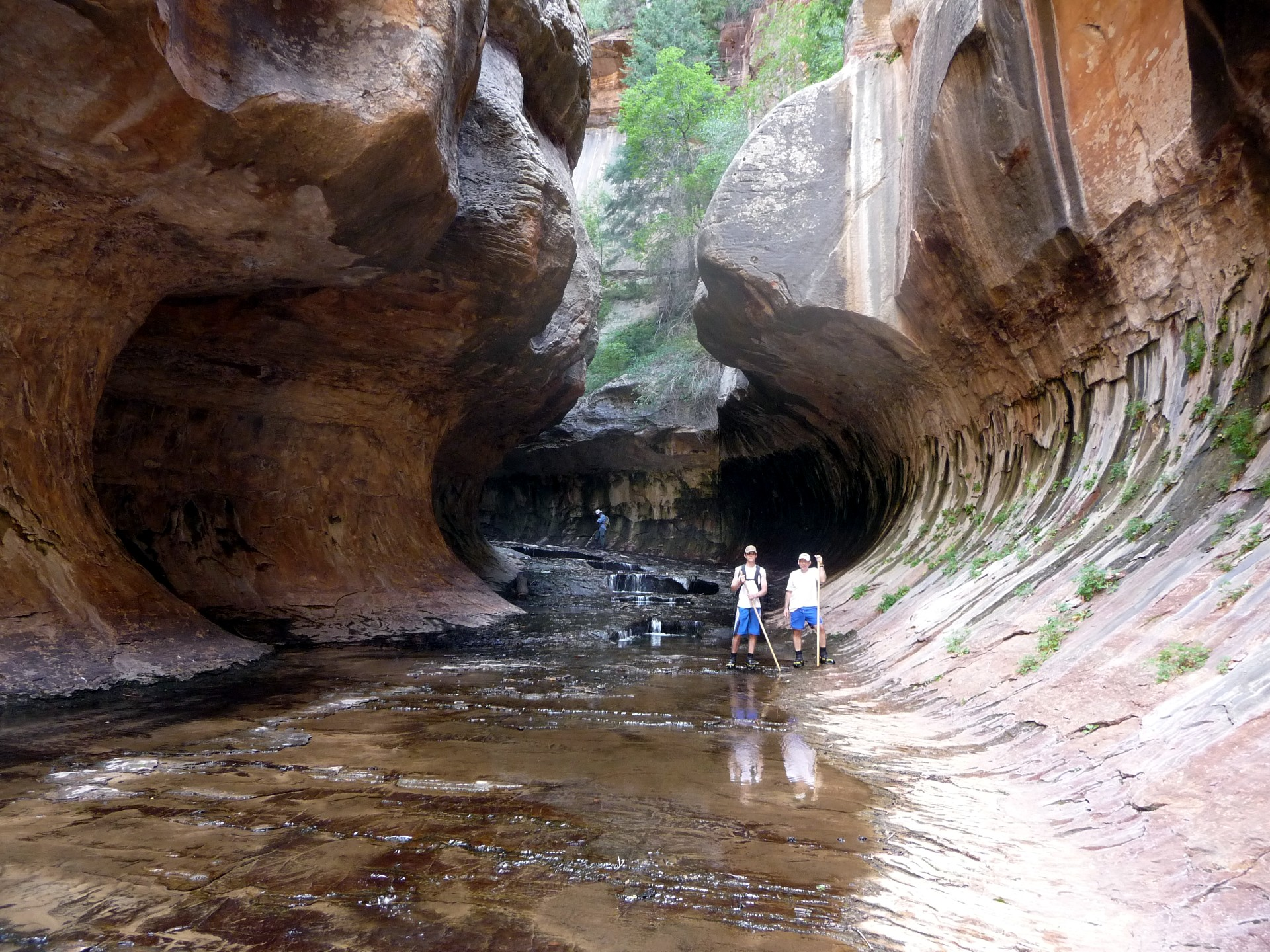
Entrada de "O Metrô"
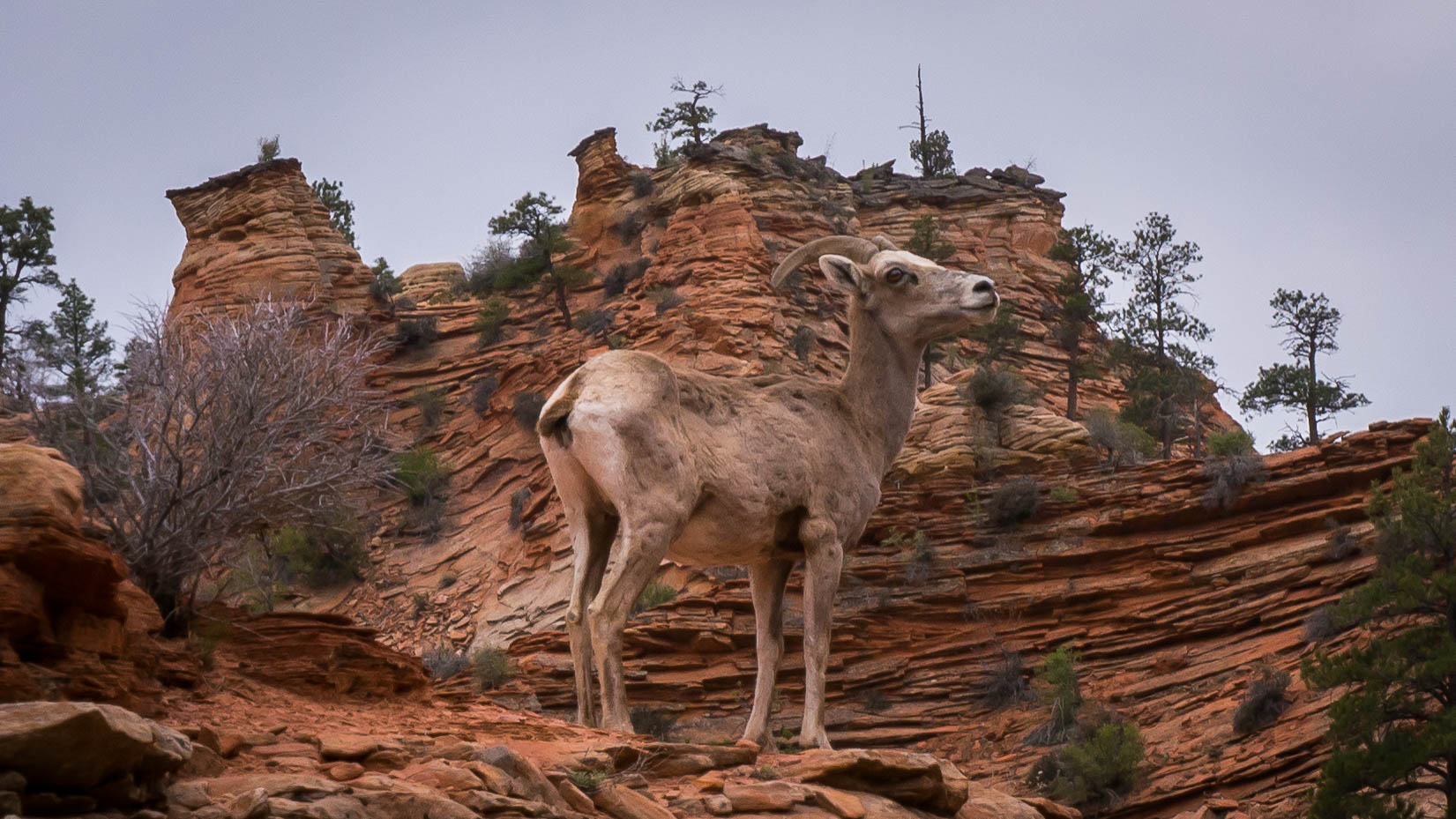
Carneiro-selvagem do deserto
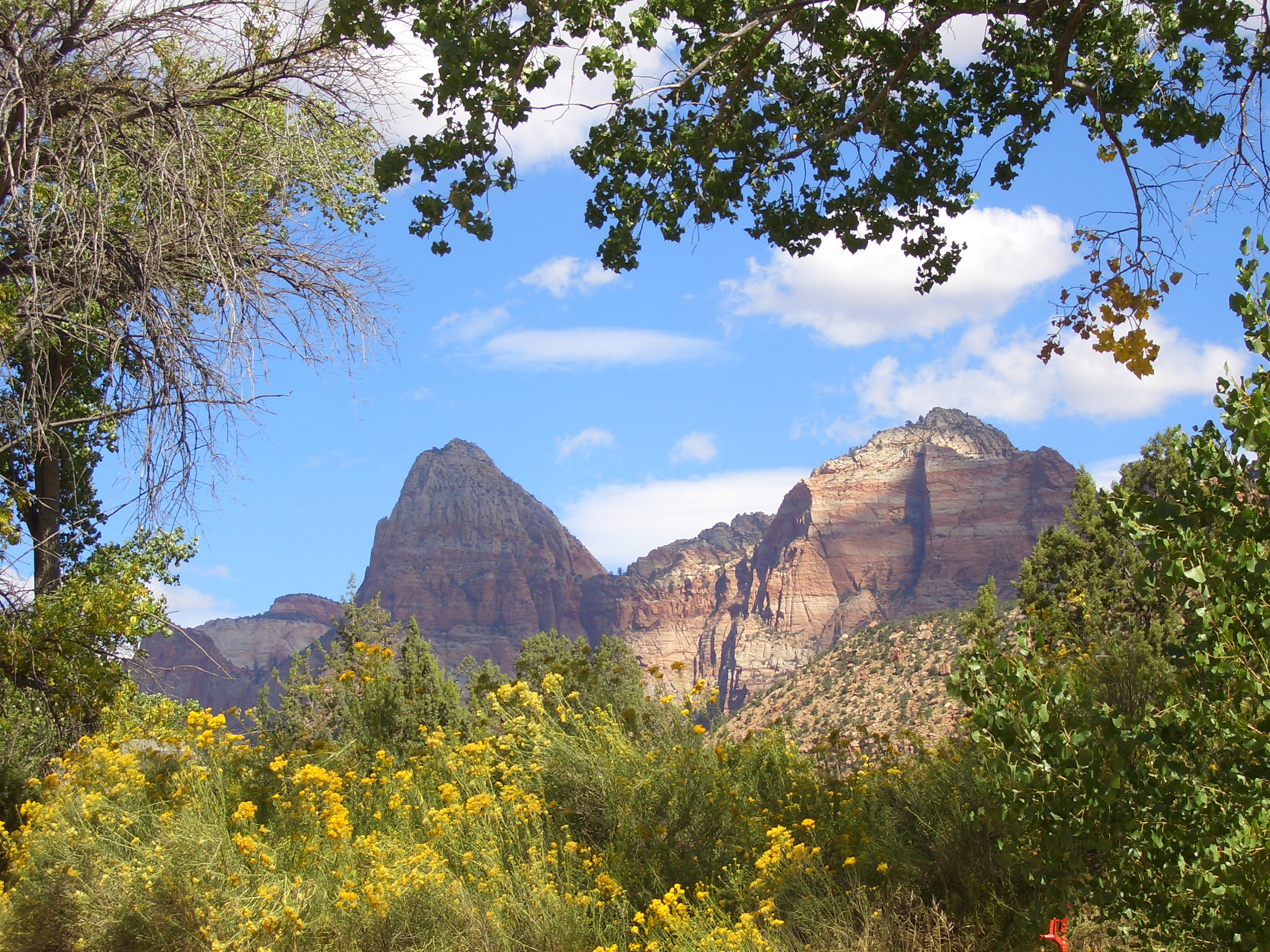
Cânion de Zion
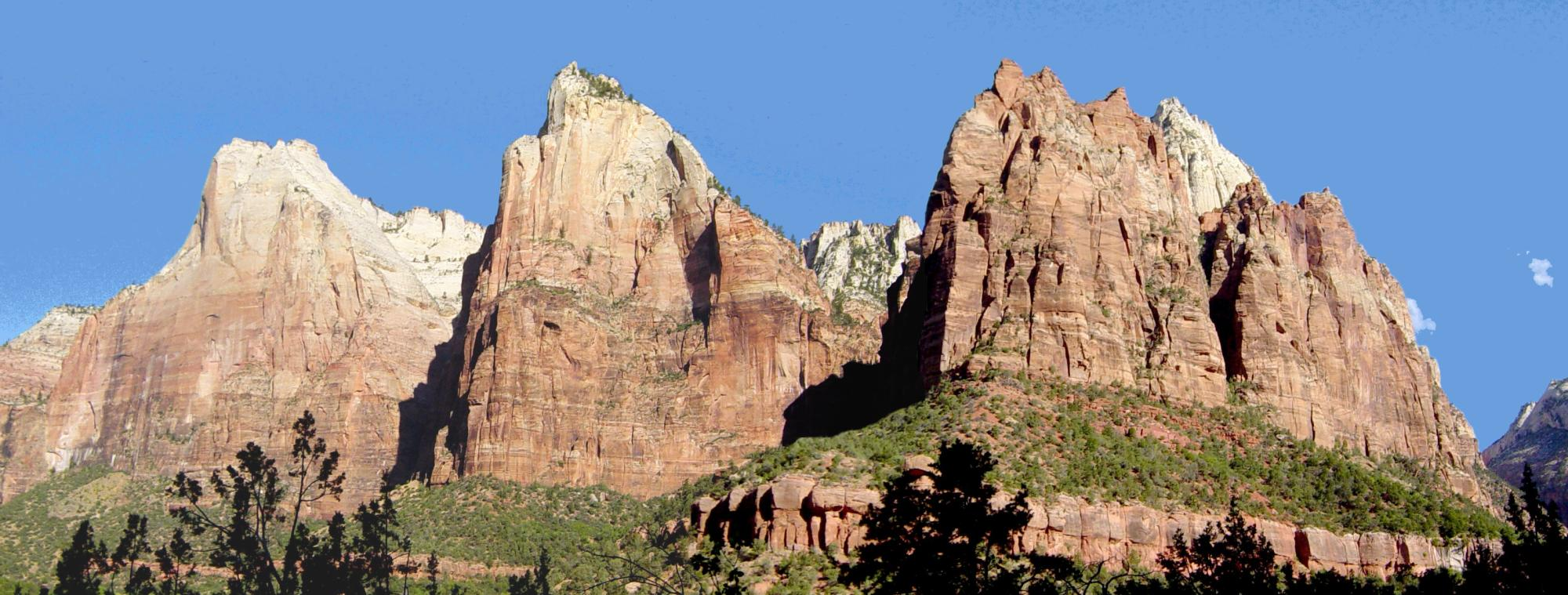
Os Três Partriarcas
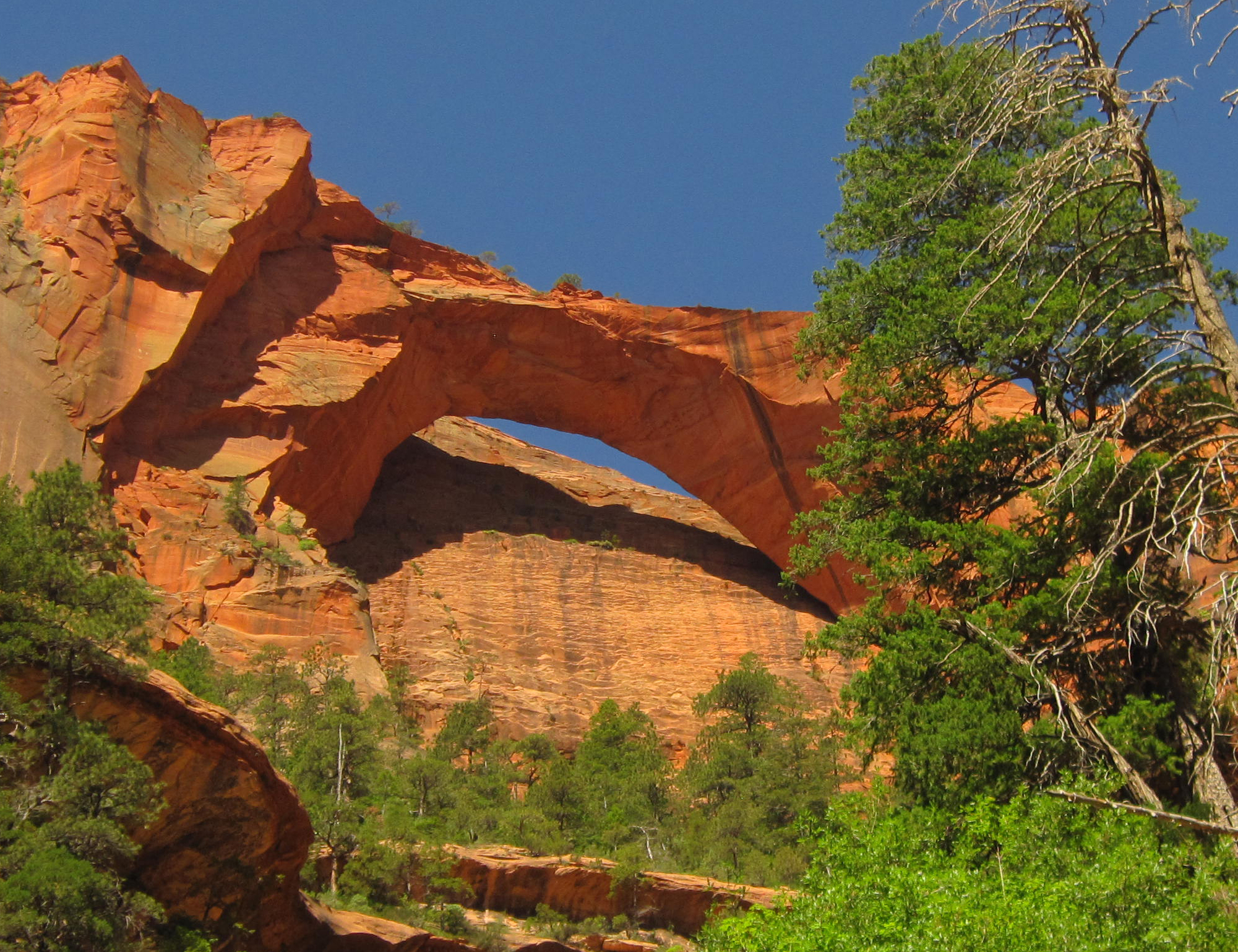
Arco Kolob
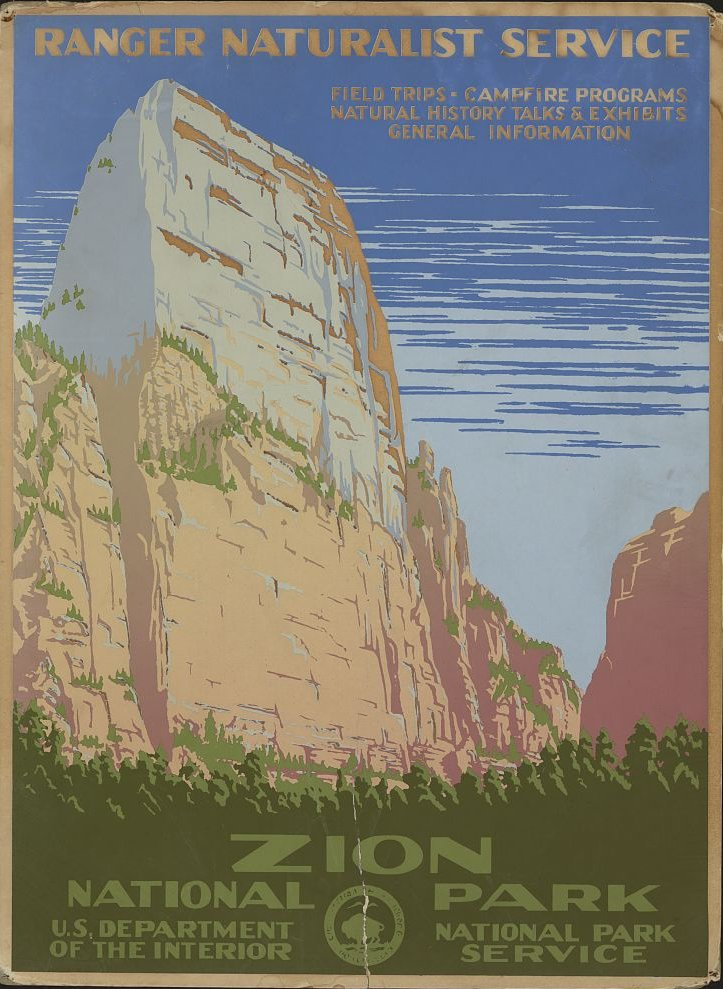
Cartaz de 1938 mostrando O Grande Trono Branco
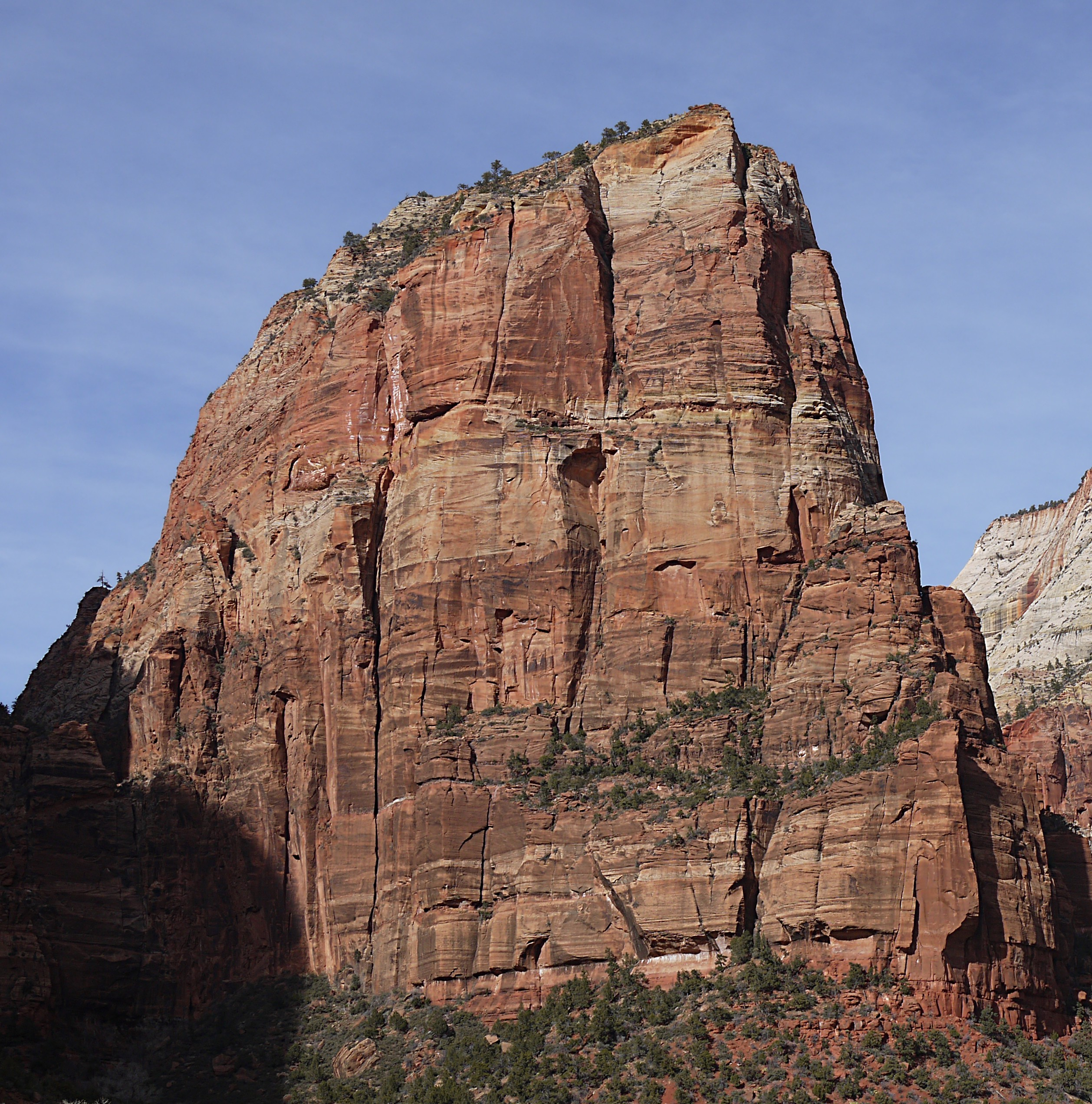
Patamar dos Anjos
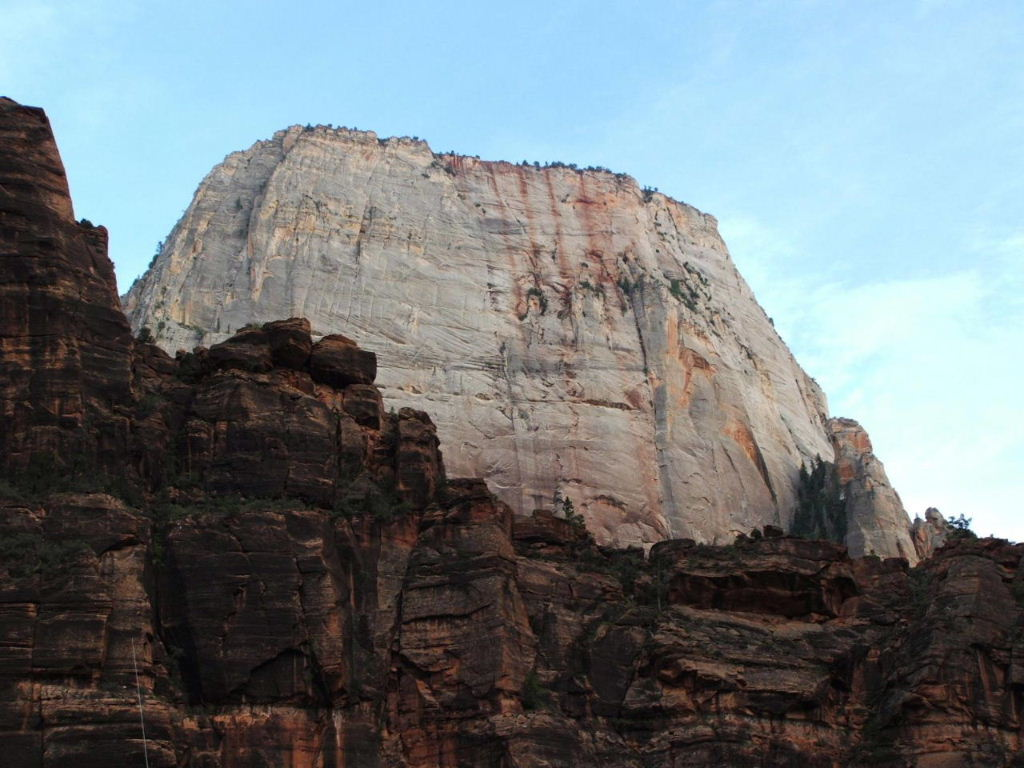
O Grande Trono Branco
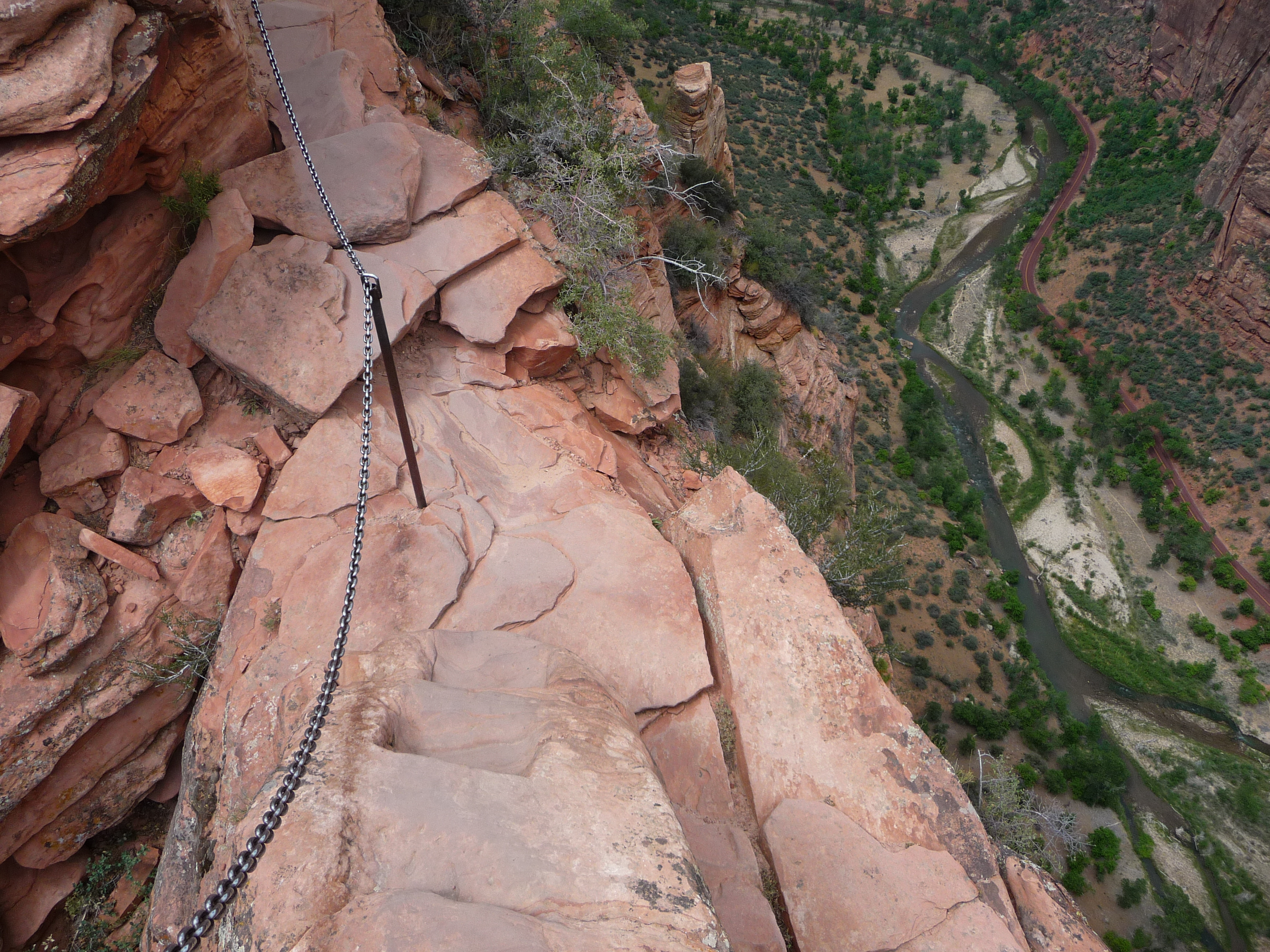
Corrente no caminho do Patamar dos Anjos
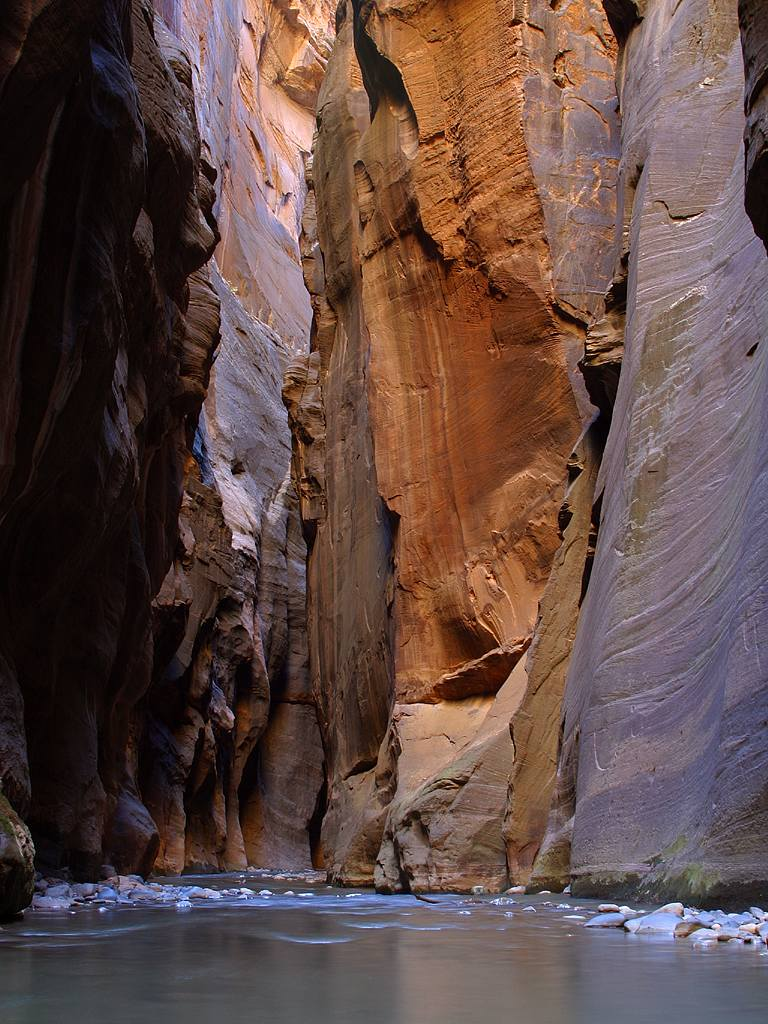
A Passagem Estreita (caminhantes andam no meio do rio nesta caminhada de 6km)